# 第十一届东方风云榜
第十一届东方风云榜颁奖盛典于2004年3月12日在上海大舞台举行。

## 获奖名单

### 十大金曲奖项
- 沙宝亮《暗香》
- 李泉《这个杀手不太冷》
- 胡彦斌《你记得吗》
- 羽泉《没你不行》
- 斯琴格日乐《幻想》
- 杨坤《那一天》
- 陈琳《不想骗自己》
- 孙楠《飞跃海洋》
- 罗中旭《刺》
- 朴树《Colorful days》

### 最受欢迎男女歌手
- 最受欢迎男歌手：杨坤
- 最受欢迎女歌手：韩红

### 最受欢迎乐队组合
- 最受欢迎的乐队：零点乐队
- 最佳组合奖：羽泉

### 最佳作词作曲编曲
- 最佳作词：朴树
- 最佳作曲：三宝
- 最佳编曲：侍从《不想骗自己》

### 最佳音乐录影带
- 最佳音乐录影带：黄征《爱情诺曼底》

### 东方新人(金银铜)
- 金奖得主：沙宝亮
- 银奖得主：郭凌霞、林宝、王蓉
- 铜奖得主：江凯文、周岭、Youz组合

### 新锐乐队组合
- 新锐乐队：“艳”乐队
- 新锐组合：大地乐团

### 最佳传唱歌曲
- 最佳传唱歌曲奖：羽泉合唱组的《最美》

### 最佳对唱歌曲
- 最佳对唱歌曲：胡彦斌、萧亚轩《进行式》

### 最佳舞台演绎奖
- 最佳舞台演绎奖：陈琳

### 最佳公益歌曲
- 最佳公益歌曲：《因为爱》

### 全能艺人
- 全能艺人奖：朴树

### 华语五强
- 香港地区：陈奕迅
- 马来西亚：梁静茹
- 台湾地区：陶喆
- 新加坡地区：阿杜
- 中国内地：孙楠